# Abutres
Abutres era, em 1747, uma aldeia portuguesa da freguesia de Santa Maria de Arga, termo da Vila de Caminha. No secular estava subordinada à Comarca de Valença, e no eclesiástico ao Arcebispado de Braga, pertencendo à Província de Entre Douro e Minho.